# Cosmoscarta chrysomelaena
Cosmoscarta chrysomelaena is een halfvleugelig insect uit de familie schuimcicaden (Cercopidae). De wetenschappelijke naam van deze soort is voor het eerst geldig gepubliceerd in 1874 door Butler.